# Burg Annecy
Die Burg Annecy (französisch Château d’Annecy) ist die alte Residenz der Grafen von Genf und der Herzöge von Nemours. Sie liegt im Stadtkern der gleichnamigen Stadt, des Zentrums des Département Haute-Savoie, welches zur Region Auvergne-Rhône-Alpes im Südosten Frankreichs gehört. Die Burg wurde 1953 von der Stadt Annecy aus dem Besitz des Ministeriums der Armee erworben, anschließend restauriert und zum Museum umgebaut. Sie beherbergt heute das Musée-Château. Die Burg steht seit dem 12. Oktober 1959 als Monument historique unter Denkmalschutz.

## Lage
Die Spornburg liegt bei 470 m auf einem Felsvorsprung, einem letzten Ausläufer des Berges Semnoz in der Nähe des Flusses Thiou am westlichen Ufer des Lac d’Annecy (deutsch See von Annecy), dem zweitgrößten Binnensee Frankreichs. Sie liegt oberhalb der Straße von Genf nach Italien.

## Geschichte
Die Burg wurde zwischen dem 12. Jahrhundert und dem 16. Jahrhundert erbaut. In dieser Zeit war sie der Sitz der Grafen von Genf und der Herzöge von Nemours. Mehrfach wurde die Burg durch Feuer teilweise bis schwer beschädigt. Nach der Feuersbrunst von 1320 wurde die Burg Annecy für zwei Jahre als Residenz aufgegeben und in dieser Zeit unter der Regentschaft von Amadeus III. von Genf neu aufgebaut. Seit dem 17. Jahrhundert wurde sie bis zum Jahre 1947 als Kaserne genutzt.